# Дом генерала Гутовского (Кременчуг)
Дом генерала Гутовского — одно из немногих сохранившихся дореволюционных зданий Кременчуга (Полтавская область, Украина). Здание является памятником архитектуры города. В некоторых источниках ошибочно называется домом Шапошникова.

## История
В конце XIX века на углу Киевской и Мещанской улиц (ныне — улицы Победы и Софиевская) генерал Гутовский выстроил для себя особняк в стиле модернизированной классики. В начале XX века госпожа Гутовская сдавала в доме квартиры. 
В 1899 году мимо дома по Киевской улице был запущен Кременчугский электрический трамвай. В годы гражданской войны трамвай остановился, в доме Гутовского размещались различные воинские учреждения.  
В 1925 году в здании открылся ночной санаторий для взрослых, служивший для оздоровления больных с закрытой формой туберкулёза. Больные посещали санаторий по профсоюзным путёвкам после работы для профилактического лечения. К началу 1930-х годов вместительность санатория была увеличена. 
Во время Второй мировой войны здание обгорело. Было восстановлено под жилье в советский период, в 1946 году, тогда же был пристроен новый корпус вдоль улицы Победы. С 1963 года в особняке располагался детский сад.
Здание взято под охрану государством как памятник архитектуры.